# Ichneumon phyllophorus
Ichneumon phyllophorus is een insect dat behoort tot de familie van de gewone sluipwespen (Ichneumonidae). 